# Berenice arguta
Berenice arguta ist die einzige Art der Pflanzengattung Berenice innerhalb der Familie der Glockenblumengewächse (Campanulaceae). Dieser Endemit kommt nur auf Réunion vor.

## Beschreibung

### Vegetative Merkmale
Berenice arguta ist ein zarter Strauch der bis 1,5 Meter hoch wird. 
Die wechselständig am Stängel verteilt angeordneten Laubblättern sind in Blattstiel und -spreite gegliedert. Der Blattstiel ist bis 3 Zentimeter lang. Die Blätter sind leicht ledrig, fast kahl, eiförmig, spitz und spitzig gezähnt sowie bis 10 Zentimeter lang. Die Nebenblätter fehlen.

### Generative Merkmale
Der Blütenstand ist eine offene, seitenständige oder endständige Rispe. Die relativ kleinen, zwittrigen und fünfzähligen Blüten sind gestielt, sie sind radiärsymmetrisch mit doppelter Blütenhülle. Die Blütenstiele sind behaart und es sind kleine Tragblätter vorhanden. Es ist ein kleiner Blütenbecher ausgebildet. Die schmalen, bis 2,5 Millimeter langen Kelchblätter sind pfriemlich. Die Krone ist radförmig und weiß mit rosafarbenen Spitzen. Die zurückgebogenen und schmal-dreieckigen Kronlappen sind bis 4,5 Millimeter lang. Die kurzen Staubblätter stehen seitlich über die Krone hinaus. Die Staubbeutel stehen frei voneinander, sind dorsal (rückseitig) fixiert und etwa halb so lang wie die Staubfäden. Die Pollenkörner besitzen drei Poren und sind stachelig. Der unterständige und dreikammerige Fruchtknoten ist von einem scheibenförmigen, grünen Diskus besetzt. Der Griffel ist kurz mit dreilappiger und papillöser Narbe.
Die dreifächerige und becherförmige, bis 5 Millimeter große, gestutzte Kapselfrucht mit den Kelchzipfeln an der Spitze öffnet sich fachspaltig vom oberen Ende her. Die bis zu 12 elliptischen, etwas abgeflachten Samen sind bis 0,9 Millimeter groß.

## Systematik
Die Gattung Berenice wurde 1857 mit der Erstbeschreibung von Berenice arguta Tul. durch Louis René Tulasne in Annales des Sciences Naturelles, Botanique, série 4, 8, S. 157–158 aufgestellt. Der Gattungsname Berenice bezieht sich auf den Fundort auf Réunion am „rivulum Bernica“ (= das Fließgewässer Bernica). Beim Typusmaterial vermerkt wurde: „Crescit in apricis Borboniae insulae, circa coloniam Dionysianam, v. gr. secus rivulum Bernica et loco dicto Crete de Creve-Coeur (Bivinii herb. borb.)“.